# Гусев, Игорь Михайлович
Игорь Михайлович Гусев (укр. Гусєв Ігор Михайлович; 13 ноября 1970, Одесса, Украинская ССР) — украинский художник, поэт, автор перформансов, фильмов, объектов и инсталляций, участник и организатор множества художественных акций, лидер движения «Арт-рейдеры», основатель андерграундной галереи «Норма».

## Биография
Родился в 1970 году в Одессе. Окончил Одесское художественное училище имени М. Б. Грекова (живопись преподавал Владимир Криштопенко, рисунок Виталий Аликберов).
Постоянный участник крупных выставочных проектов, таких как «Рестарт», «Космическая Одиссея», «Независимые», «20 лет присутствия», спецпроекта Первой Киевской международной биеннале современного искусства ARSENALE 2012 «Двойная игра», Одесская биеннале современного искусства, «Дни Украины в Великобритании».
Лидер движения «Арт-рейдеры».
Игорь Гусев принимает участие в выставках с начала 90-х и является представителем Новой волны украинского современного искусства. Основал андерграундную галерею «Норма», которая просуществовала 3 года.
В 2013 году вошёл в топ-25 «25 самых успешных художников Украины» по версии арт-сайта www.hudruk.org.
Живёт и работает в Одессе.

## Избранные персональные выставки
- 2013 — «Платформы вечности». Dymchuk Gallery, Киев.
- 2012 — «Симулятор снежности». Галерея М-17, Киев.[6]
- 2009 — «Кибер-Наив». Галерея Норма, Одесса.
- 2008 — «Паузы хезитации». Галерея Ателье Карась, Киев.
- 2008 — «Эстетика и дисциплина». Галерея NT-Аrt, Одесса.
- 2007 — «Лучшее против хорошего». Галерея «Kyiv. Fine Art», Киев.
- 2006 — «Жалобынаспам». Галерея L-art, Киев.
- 2004 — «Приколофрения». Галерея L-art, Киев.
- 2002 — «Фюрер под контролем». Галерея, Киев.
- 1998 — «Фальшстарт». Галерея Тирс, Одесса.
- 1997 — «Паранойя чистоты». Центр современного искусства Тирс, Одесса.
- 1996 — «Лица друзей» (перформанс). Галерея Тирс, Одесса.
- 1995 — «Братание». Галерея Тирс, Одесса.

## Избранные групповые выставки
- 2013 — «Индустриальный Эдем». Институт проблем современного искусства, Киев.
- 2013 — «Modern Ukrainian artists». Saatchi Gallery, Лондон.
- 2013 — BERLINER LISTE 2013, Берлин.
- 2013 — Одесская биеннале современного искусства, Одесса.
- 2013 — «August Agenda». Dymchuk Gallery, Киев.
- 2013 — «По версии Forbes». Городской музей «Духовные сокровища Украины», Киев.
- 2013 — «Одесская школа. Традиции и актуальность». Мыстецкий арсенал, Киев.
- 2013 — «Ориентация на местности». Национальный художественный музей Украины, Киев.
- 2012 — «Желтые великаны». Художественный музей, Одесса.
- 2012 — «А пока — апокалипсис…». Галерея Худпромо, Одесса.
- 2012 — «Двойная игра». Спецпроект Первой Киевской международной биеннале современного искусства ARSENALE 2012. Мыстецкий арсенал, Киев.
- 2012 — «Средняя нога». Галерея NT-Art, Одесса.
- 2012 — «Спасти президента». Параллельная программа ARSENALE 2012, Dymchuk Gallery, Киев.
- 2011 — «20 лет присутствия». Институт проблем современного искусства, Киев.
- 2011 — «Космическая Одиссея». Мыстецкий арсенал, Киев.
- 2011 — «Независимые». Мыстецкий арсенал, Киев.
- 2010 — ТОП 10 современных одесских художников, галерея ХудПромо. Одесса. Украина
- 2010 — Новый человек, Международный симпозиум Бирючий 0010. Запорожье, Украина
- 2009 — Рестарт, Морской Арт-Терминал. Одесса, Украина
- 2009 — Арт-Москва, галерея Коллекция. Киев, Украина
- 2009 — Вырванный мир, галерея Березницких. Киев, Украина
- 2009 — Идеальный возраст, галерея Коллекция. Киев, Украина
- 2008 — Квартирная выставка, галерея Березницких. Берлин, Германия
- 2008 — Love is, галерея Ра. Киев, Украина
- 2008 — 23 февраля, галерея Цех. Киев, Украина
- 2008 — TOP-10(2), галерея Kiev. Fine Art. Киев, Украина
- 2007 — TOP-10, галерея Kiev. Fine Art. Киев, Украина
- 2005 — Проверка реальности, Украинский дом. Киев, Украина
- 2005 — Конъюнктивит, галерея Ра. Киев, Украина
- 2004 — Прощай оружие, Мыстецкий Арсенал. Киев, Украина
- 2004 — Эпоха романтизма, Центральный дом художника. Киев, Украина
- 2003 — Цифровая Россия вместе с SONY, Центральный дом художника. Москва, Россия
- 2003 — Первая коллекция, Центральный дом художника. Киев, Украина
- 2002 — Юля никуда не уходила, Музей западного и восточного искусства. Одесса, Украина
- 2002 — Полюби свой симптом, Центр современного искусства при НаУКМА. Киев, Украина
- 2002 — За порогом, Центральный дом Художника. Москва, Россия
- 2002 — Kunst und drogen, галерея Rebellminds. Берлин, Германия
- 2002 — Аллергия, галерея Ра. Киев, Украина
- 2000 — Выставка картин, Художественный музей. Одесса, Украина
- 2000 — Позитивная реакция, Музей западного и восточного искусства. Одесса, Украина
- 1999 — Пинакотека, Украинский дом. Киев, Украина
- 1998 — Лабиринт, 2-я биеннале графики. Прага, Чехия
- 1995 — Синдром Кандинского, Краеведческий музей. Одесса, Украина
- 1994 — Пространство культурной революции, Украинский дом. Киев, Украина
- 1992 — Лето, Центральный дом художника. Киев, Украина
- 1992 — Штиль, Выставочный зал Союза Художников Украины. Киев, Украина

## Куратор проектов
- 2012 — «Спасти президента». Параллельная программа ARSENALE 2012, Dymchuk Gallery, Киев.[4]
- 2012 — «Средняя нога». Галерея NT-Art, Одесса.
- 2008 — «Плоть и кровь». Галерея Норма, Одесса.
- 2008 — «Гудбай криза». Музей современного искусства Одессы, Одесса.
- 2008 — «Пустой тоннель». Музей современного искусства Одессы, Одесса.
- 2008 — «Квартирная выставка». Галерея Березницких, Берлин.
- 2007 — «Арт-рейдеры, первый опыт». Староконный рынок, Одесса.
- 2007 — «Мухи и котлеты по-киевски». Староконный рынок, Одесса.
- 2006 — «АктуаLove». Одесский художественный музей, Одесса.
- 2005 — «Конъюнктивит». Галерея Ра, Киев.

## Аукционы
- Аукцион Phillips de Pury:
- Contemporary Art Day 29 июня 2012 — работа Club 27. Amy, 2010
- Contemporary Art Day 13 октября 2011 — работа Elvis returns, 2010
- Contemporary Art Part II 13 мая 2011 — работа Borat — Kazakhstan — Baikonur, 2010
- Contemporary Art Day 30 мая 2010 — работа Pyramid, 2009
- Аукцион Золотое сечение:
- Contemporary Art 28 апреля 2012 — диптих Портик, 1994

## Цитаты
- «В Украине центр находится в том месте, где происходит сосредоточение капитала. И это место — Киев. А Одесса — город транзитный, через него проходит множество денег и товаров, но здесь не оседает. Естественно, здесь никогда не будет центра искусства. Украина — это загадочная страна, до сих пор не ясно, это ещё Европа или уже Азия. Когда произойдет её самоопределение, центр без труда найдется. Есть все предпосылки для того, чтобы Украина была центром»[1] — Игорь Гусев, 2010.